# Stazione di Bourgoin-Jallieu
La stazione di Bourgoin-Jallieu (in francese Gare de Bourgoin-Jallieu) è la principale stazione ferroviaria di Bourgoin-Jallieu, Francia.